# Канелаш і Ешпіунка
Кане́лаш і Ешпіу́нка (порт. Canelas e Espiunca; МФА: [kɐ.ˈne.ɫɐz i ʃ.pi.ˈũ.kɐ]) — парафія в Португалії, в муніципалітеті Арока. Складова округу Авейру.  Входить до регіону Північ. За старим адміністративним поділом, що був чинним до 1976 року, територія парафії належала провінції Берегове Дору. Заснована 28 січня 2013 року. Площа парафії — 35,73 км², населення — 1183 ос. (2011), густота населення — 33,11 осіб/км²
. Патрон — святі Михаїл і Мартин. Поштовий індекс — 4540. Код  — 010423.
```
Сформована із колишніх парафій 
Канелаш
 і 
Ешпіунка
.
```

## Географія

Арока (2013)
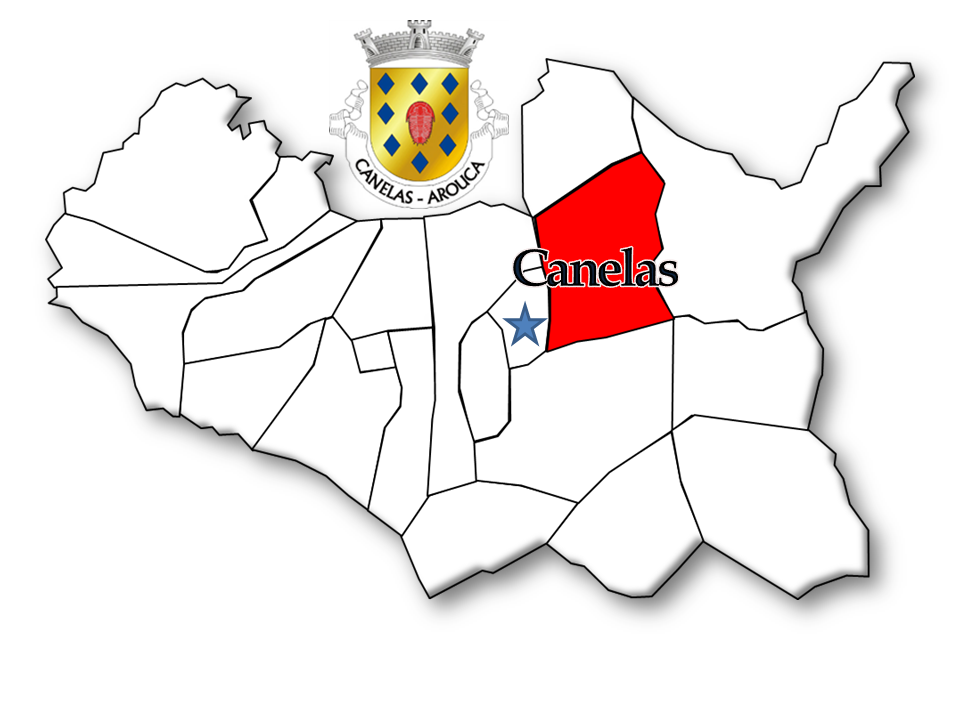
Канелаш
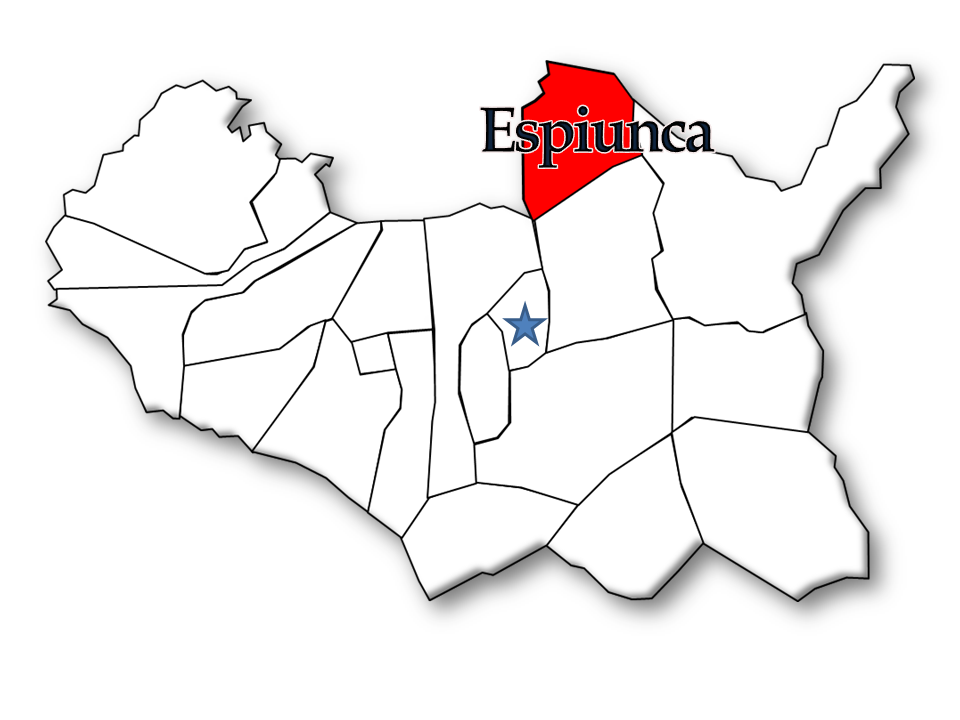
Ешпіунка

## Населення
| 2011 |
| 1183 |